# Perú 2000
Perú 2000 (Português: Peru 2000) foi uma aliança política de direita peruana que apoiou candidatos para as eleições gerais de 2000. Alberto Fujimori e seus aliados políticos concorreram na chapa peruana de 2000 na qual Fujimori foi triunfante em sua segunda reeleição como presidente para um terceiro mandato em meio ao descontentamento público.
O partido estava vagamente estruturado e era mais um veículo eleitoral pessoal para Fujimori do que uma verdadeira coalizão política/aliança organizada.

## História
Em 1999, Alberto Fujimori decidiu concorrer à reeleição nas eleições gerais de 2000, após a qual decidiu criar uma aliança com seus partidos fujimoristas: Cambio 90, Nova Maioria, Sempre Unidos e Vamos Vencer, formando assim o "Alianza Perú Eleitoral 2000".
Fujimori competiu com Alejandro Toledo do Possível Peru no 1º e 2º turnos e em 28 de maio do mesmo ano, Fujimori foi o vencedor de uma polêmica eleição marcada por fraudes, com a qual o Peru 2000 entrou no Congresso com maioria, graças às deserções dos congressistas da oposição.
Nas eleições legislativas realizadas em 9 de abril de 2000, a aliança conquistou 42,2% dos votos populares e 52 cadeiras de 120 no Congresso.

### Dissolução
Em setembro de 2000, a aliança começou a perder terreno devido à exibição dos Vladivideos. Em um deles, o ex-conselheiro presidencial, Vladimiro Montesinos, foi mostrado entregando uma grande quantia de dinheiro a Alberto Kouri, um congressista da oposição, para se juntar às suas fileiras. Após o escândalo de corrupção, a coalizão estava perdendo sua maioria no Congresso da República e que facilitou a remoção de Fujimori para a Presidência, desapareceu completamente em 2001.

## Histórico eleitoral

### Presidente
| Ano  | Candidato               | Candidato        | Coalizão               | Votos                     | Porcentagem                | Resultado |
| ---- | ----------------------- | ---------------- | ---------------------- | ------------------------- | -------------------------- | --------- |
| 2000 |                         | Alberto Fujimori | Perú 2000 C90-NM-SU-VV | Primeiro turno:5,528,568  | Primeiro turno:49,87 / 100 | 1º Lugar  |
| 2000 | Segundo turno:6,041,685 | Alberto Fujimori | Perú 2000 C90-NM-SU-VV | Segundo turno:74,33 / 100 | 1º Lugar                   |           |

### Congresso
| Ano  | Votos     | Porcentagem | Assentos | +/- |
| ---- | --------- | ----------- | -------- | --- |
| 2000 | 4,189,019 | 42,2 / 100  | 52 / 120 | +52 |